# Otospermophilus atricapillus
Otospermophilus atricapillus — вид гризунів із родини Вивіркових (Sciuridae). Це ендемік Мексики.